# The Division Bell
The Division Bell ist das 14. Studioalbum der britischen Rockband Pink Floyd. Es wurde am 30. März 1994 bei EMI in Europa sowie am 5. April bei Columbia Records in den Vereinigten Staaten veröffentlicht.

## Entstehung

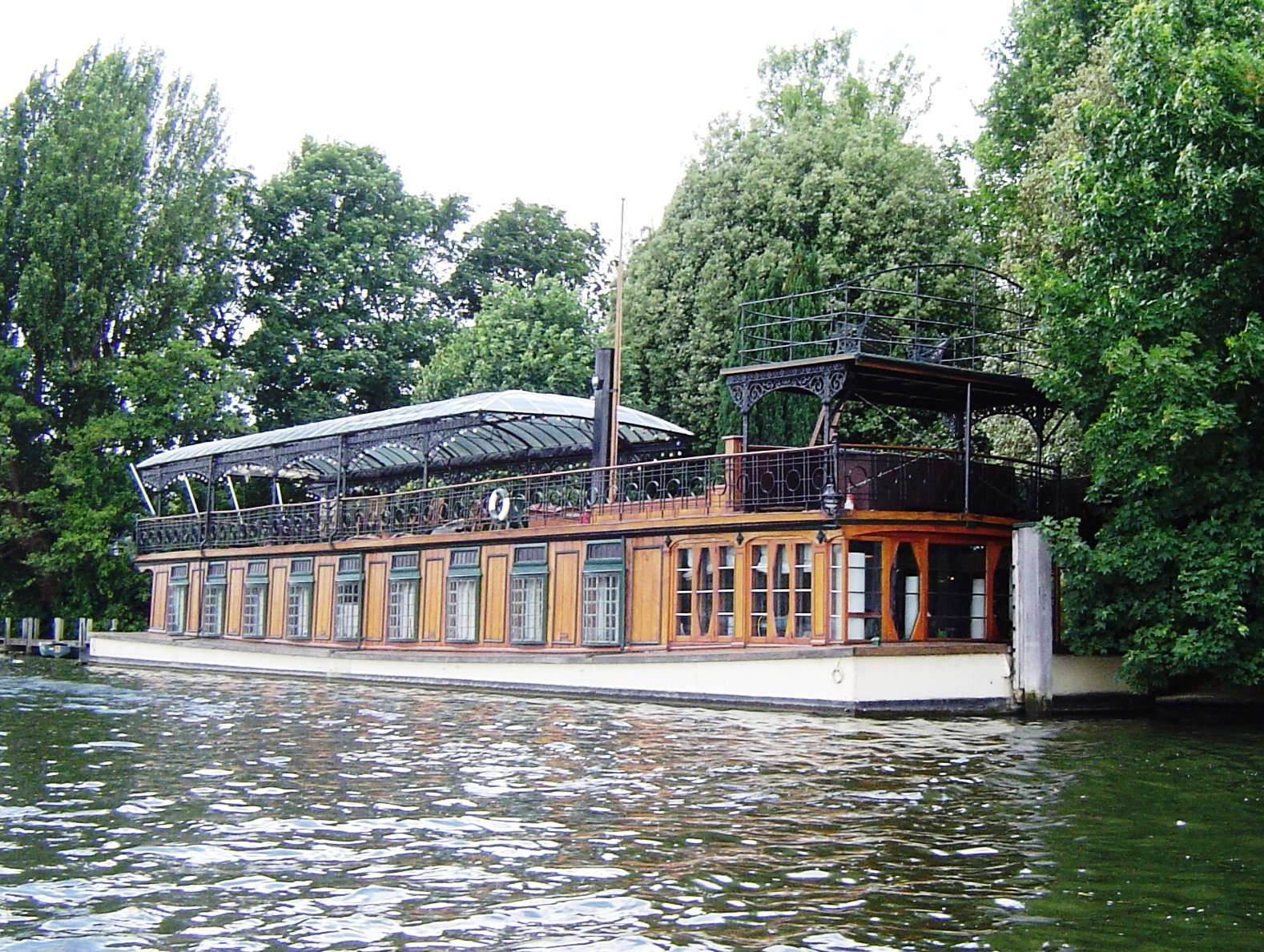
Gilmours Hausboot Astoria, auf dem Teile des Albums aufgenommen wurden

Das überwiegend von dem Gitarristen David Gilmour und dem Keyboarder Richard Wright geschriebene Album steht thematisch im Zeichen der Kommunikation, ist aber kein Konzeptalbum wie The Dark Side of the Moon (1973) oder The Wall (1979). Es entstand in verschiedenen Studios, unter anderem in den Abbey Road Studios (London) und David Gilmours Hausboot The Astoria. Neben Anthony Moore war auch Gilmours Ehefrau Polly Samson am Songwriting beteiligt. Gilmour und Samson heirateten 1994 während der anschließenden Tournee. Samson ist damit neben der Sängerin Clare Torry (Koautorin auf The Great Gig in the Sky vom Album The Dark Side of the Moon) die einzige weibliche Person, die je als Autor eines Pink-Floyd-Liedes genannt wurde. Wright ist zum ersten Mal seit The Dark Side of the Moon auf Wearing the Inside Out als Sänger auf einem Lied der Band zu hören. Weiterhin wird er erstmals seit dem Album Wish You Were Here (1975) bei fünf Titeln als Komponist geführt, unter anderem bei dem mit einem Grammy Award ausgezeichneten Instrumentalstück Marooned.
Im Januar 1993 begannen Gilmour, Mason und Wright mit ersten Arbeiten für neues Songmaterial. Diese fanden zunächst in den umgebauten Britannia Row Studios statt. Zwar hatte die Gruppe anfangs Zweifel daran, an neuen Liedern zu arbeiten, jedoch wuchs schon bald das Selbstvertrauen der Gruppe, so dass der Bassist Guy Pratt gebeten wurde, sich den Aufnahmen anzuschließen. Laut Nick Mason trug Pratt dazu bei, dass den bereits ausgearbeiteten Liedern eine neue Stimmung verliehen wurde.
Die Aufnahmen einiger Improvisationen halfen der Band bei der Ausarbeitung neuer Lieder, so dass nach etwa zwei Wochen etwa 65 Lieder entstanden waren. Mit dem Toningenieur Andy Jackson und dem Co-Produzenten Bob Ezrin wurde die Produktion daraufhin auf Gilmours Hausboot und Aufnahmestudio Astoria verlegt. Dort wurden die entstandenen Lieder angehört und von jedem Mitglied bewertet, so dass schließlich noch etwa 27 Lieder in die engere Auswahl kamen. Weiterhin wurden einige Lieder verworfen, andere wurden zusammengefügt, woraus sich nach weiterer Auswahl 15 Titel ergaben, schließlich traf man weitere Entscheidungen, so dass schließlich elf Lieder auf dem Album erschienen. Für die Bewertung der Lieder nutzte die Band ein besonderes Punktesystem, bei dem jedes Mitglied die Songs mit bis zu zehn Punkten bewertete.
Der überwiegende Teil der schlussendlich ausgewählten Lieder wurde in den Olympia Studios innerhalb einer Woche aufgenommen; nach einer Sommerpause wurden auf Gilmours Hausboot weitere Lieder aufgenommen.

## Hintergrund
Der Albumtitel leitet sich von der Glocke (Division Bell) ab, die im Palace of Westminster (Gebäude des britischen Parlaments) geläutet wird, um die Abgeordneten zur Stimmabgabe aufzurufen. Ausgewählt wurde der Titel von dem britischen Science-Fiction-Autor Douglas Adams, einem Freund Gilmours. Als Geburtstagsgeschenk der Band durfte Adams – der selbst ein wenig Gitarre spielte – auf der folgenden Tour bei einem Konzert in London am 28. Oktober 1994 die Band auf der Gitarre begleiten.
Neben David Gilmour und Nick Mason war Richard Wright als vollwertiges Bandmitglied zurückgekehrt. Das Album ist wieder stark an die „Klassische Phase“ von Pink Floyd angelehnt. Wie schon beim Vorgängeralbum A Momentary Lapse of Reason war die Meinung der Fans gespalten: Während viele die Rückbesinnung auf frühere Stärken begrüßten, beklagten andere eine mangelnde Substanz der Songs. Die anschließende Tour war äußerst erfolgreich und setzte nach der A-Momentary-Lapse-of-Reason-Tour für damalige Verhältnisse weitere Maßstäbe, was Lichtshow, Klangqualität und Bühnenperformance angeht.

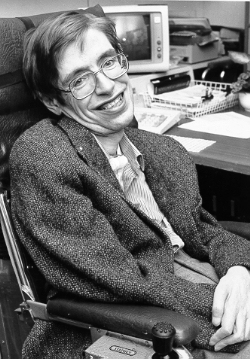
Der Physiker Stephen Hawking ist in dem Lied Keep Talking zu hören.

Auf dem Stück Keep Talking ist der Physiker Stephen Hawking, der wegen eines Luftröhrenschnittes auf die Hilfe eines Sprachcomputers angewiesen war, an mehreren Stellen des Songs zu hören, wo er über die Wichtigkeit von Sprache und Kommunikation doziert.

## Artwork
Das Artwork zu The Division Bell wurde wieder von Storm Thorgerson gestaltet, von dem unter anderem die Cover von The Dark Side of the Moon und Wish You Were Here stammten. Auf dem Foto des Titelcovers können dabei (je nach Sichtart) die beiden abgebildeten Metallskulpturen sowohl als zwei miteinander sprechende Personen als auch als ein Gesicht gesehen werden. Die beiden Skulpturen wurden über mehrere Wochen hinweg bei jeder Wetterlage und Tageszeit fotografiert, bis Thorgerson zufrieden war. Besondererweise ist auf dem schwarzen Tray der Original-CD (links neben dem Booklet vorne in der Hülle) der Name der Band in Brailleschrift eingestanzt.
Für das Coverbild wurde im Hintergrund der beiden Köpfe die Kathedrale von Ely bei Cambridge abgebildet. Im Video zum Song High Hopes aus dem gleichen Album spielt die Kathedrale eine wichtige Rolle als Fixpunkt.

## Titelliste
1. Cluster One (Richard Wright, David Gilmour) – 5:58
2. What Do You Want from Me (David Gilmour, Richard Wright, Polly Samson) – 4:21
3. Poles Apart (David Gilmour, Polly Samson, Nick Laird-Clowes) – 7:04
4. Marooned (David Gilmour, Richard Wright) – 5:29
5. A Great Day for Freedom (David Gilmour, Polly Samson) – 4:17
6. Wearing the Inside Out (Richard Wright, Anthony Moore) – 6:49
7. Take it Back (David Gilmour, Bob Ezrin, Polly Samson, Nick Laird-Clowes) – 6:12
8. Coming Back to Life (David Gilmour) – 6:19
9. Keep Talking (David Gilmour, Richard Wright, Polly Samson) – 6:11
10. Lost for Words (David Gilmour, Polly Samson) – 5:14
11. High Hopes (David Gilmour, Polly Samson) – 8:32

## Tournee
Nur zwei Tage nach der Veröffentlichung des Albums begann die Division Bell Tour im Joe Robbie Stadium in Miami. Die Setlist begann mit Astronomy Domine aus dem Jahr 1967, es folgten Lieder aus A Momentary Lapse of Reason und dem Division Bell-Album. Weiterhin vertreten waren Songs aus den drei Erfolgsalben The Dark Side of the Moon (welches auf dieser Tournee auch in voller Länge gespielt wurde), Wish You Were Here und The Wall. Nach der Tournee blieb das Instrumentalstück Cluster One das einzige, das nie live aufgeführt wurde. Das andere Instrumental Marooned wiederum wurde lediglich bei zwei Konzerten in Oslo gespielt. Das letzte Konzert der Tournee fand am 29. Oktober 1994 im Earls Court in London statt. Das Konzert vom 20. Oktober wurde im Rahmen des Live-Albums Pulse als VHS sowie auf DVD veröffentlicht. Für die CD-Version wurden mehrere Konzerte der Europatournee gemischt.

## Rezeption
Dem Album wurde unter anderem vorgeworfen, ein ideenloses Werk mit schwachen Songs voller Selbstzitate zu sein. Robert Christgau bewertete The Division Bell mit der schlechtesten Note „F“, und The Rolling Stone Album Guide vergab nur einen von fünf möglichen Sternen.
Das Stück Marooned erhielt 1995 einen Grammy für die „Beste Darbietung eines Rockinstrumentals“ (Best Rock Instrumental Performance).

## Kommerzieller Erfolg

### Chartplatzierungen
Das Album avancierte zum weltweiten Nummer-eins-Album, darunter in Australien, Deutschland, Neuseeland, den Niederlanden, Norwegen, Österreich, Schweden, der Schweiz, den Vereinigten Staaten und im Vereinigten Königreich.
| ChartsChartplatzierungen       | Höchstplatzierung | Wochen |
| ------------------------------ | ----------------- | ------ |
| Deutschland (GfK)              | 1 (62 Wo.)        | 62     |
| Österreich (Ö3)                | 1 (32 Wo.)        | 32     |
| Schweiz (IFPI)                 | 1 (47 Wo.)        | 47     |
| Vereinigte Staaten (Billboard) | 1 (53 Wo.)        | 53     |
| Vereinigtes Königreich (OCC)   | 1 (63 Wo.)        | 63     |

| ChartsJahrescharts (1994) | Platzierung |
| ------------------------- | ----------- |
| Deutschland (GfK)         | 3           |
| Österreich (Ö3)           | 2           |
| Schweiz (IFPI)            | 3           |

| ChartsJahrescharts (1995) | Platzierung |
| ------------------------- | ----------- |
| Deutschland (GfK)         | 100         |

### Auszeichnungen für Musikverkäufe
Weltweit wurden über 17 Millionen Alben abgesetzt, davon sind über 7,5 Millionen mit Schallplattenauszeichnungen belegt.
| Land/Region                  | Auszeichnungen für Musikverkäufe (Land/Region, Auszeichnung, Verkäufe) | Verkäufe    |
| ---------------------------- | ---------------------------------------------------------------------- | ----------- |
| Argentinien (CAPIF)          | Platin                                                                 | 60.000      |
| Australien (ARIA)            | Platin                                                                 | 70.000      |
| Belgien (BRMA)               | Platin                                                                 | 50.000      |
| Brasilien (PMB)              | Platin                                                                 | 250.000     |
| Deutschland (BVMI)           | 3× Gold                                                                | 750.000     |
| Europa (IFPI)                | 3× Platin                                                              | (3.000.000) |
| Finnland (IFPI)              | Gold                                                                   | 21.183      |
| Frankreich (SNEP)            | 2× Platin                                                              | 600.000     |
| Italien (FIMI)               | 5× Platin (1994) · + Platin (2019)                                     | 550.000     |
| Japan (RIAJ)                 | Gold                                                                   | 100.000     |
| Kanada (MC)                  | 4× Platin                                                              | 400.000     |
| Mexiko (AMPROFON)            | Gold                                                                   | 100.000     |
| Neuseeland (RMNZ)            | 4× Platin                                                              | 60.000      |
| Niederlande (NVPI)           | Platin                                                                 | 100.000     |
| Norwegen (IFPI)              | 2× Platin                                                              | 100.000     |
| Österreich (IFPI)            | Platin                                                                 | 50.000      |
| Polen (ZPAV)                 | Gold · + Platin (Re-Issue)                                             | 70.000      |
| Schweden (IFPI)              | Platin                                                                 | 80.000      |
| Schweiz (IFPI)               | 2× Platin                                                              | 100.000     |
| Spanien (Promusicae)         | Platin                                                                 | 100.000     |
| Vereinigte Staaten (RIAA)    | 3× Platin                                                              | 3.000.000   |
| Vereinigtes Königreich (BPI) | 3× Platin                                                              | 900.000     |
| Insgesamt                    | 5× Gold · 39× Platin ·                                                 | 7.511.183   |

Hauptartikel: Pink Floyd/Auszeichnungen für Musikverkäufe

## Zitate
‘The album feels much more home-made, very much as a band playing together in one space. I think that Rick in particular felt significantly more integrated in the process this time, compared to Momentary Lapse. It was nice to have him back.’

„Das Album wirkt noch stärker handgemacht, wie eine Band, die zusammen in einem Raum spielt. Ich glaube, besonders Rick [Richard Wright] fühlte sich dieses Mal mehr in den Prozess integriert als im Vergleich zu [A] Momentary Lapse [of Reason]. Es war schön, ihn wieder dabei zu haben.“

‘Just rubbish … nonsense from beginning to end.’

„Nur Müll … Unsinn von Anfang bis Ende.“